# Eschlhof (Waldmünchen)
Eschlhof ist ein Ortsteil der Stadt Waldmünchen im Landkreis Cham des Regierungsbezirks Oberpfalz im Freistaat Bayern.

## Geografie
Eschlhof liegt auf dem Südufer des Eschlbaches am Schlossweiher, 1,2 Kilometer nordwestlich der Staatsstraße 2400, 6 Kilometer westlich von Waldmünchen und 6,5 Kilometer südwestlich der tschechischen Grenze. Südöstlich von Eschlhof befindet sich das Feuchtgebiet Stockwiese in dem sich Bayerische und Böhmische Schwarzach zur Schwarzach vereinigen.

## Geschichte
Eschlhof gehörte nach seiner Gründung im 19. Jahrhundert zur Gemeinde Albernhof. 1972 wurde die Gemeinde Albernhof in die Stadt Waldmünchen eingegliedert.
Eschlhof gehört zur Pfarrei Ast. 1997 hatte Eschlhof 1 Katholiken.

## Einwohnerentwicklung ab 1861
| Jahr | Einwohner | Gebäude |
| ---- | --------- | ------- |
| 1861 | 8         | k. A.   |
| 1871 | 8         | 3       |
| 1885 | 8         | 1       |
| 1900 | 6         | 1       |
| 1913 | 6         | 1       |
| 1925 | 7         | 1       |

| Jahr | Einwohner | Gebäude |
| ---- | --------- | ------- |
| 1950 | 16        | 2       |
| 1961 | 10        | 1       |
| 1970 | 14        | k. A.   |
| 1987 | 4         | 1       |
| 2011 | 3         | k. A.   |